# I. Jeremiás moszkitó király
I. Jeremiás a Moszkitó Királyság uralkodója volt 1687-től haláláig, 1718-ig. 

## Uralkodása
A 18. században több angol utazó is járt a közép-amerikai országban, de az egyik legteljesebb leírás a csak W. M.-ként ismert kalóz-kalandortól származik. Megtudhatjuk, hogy az ország legnépesebb "városa" Cabo Gracias a Dios volt, de a királyi család a közeli Sandy Bay-en lakott. A csupán faházakból álló épületegyüttesben lakott a király, két felesége, három lánya, valamint a szolgálónép. A feljegyzések szerint az uralkodó alacsony, barna bőrszínű volt hosszú fekete hajjal. Feleségeit és lányait valamivel világosabbnak és csinosnak ábrázolta. A leírásban egyedül a király nevét, becsült életkorát és halálának időpontját említik. Feltételezések szerint ő lehetett az utolsó teljes moszkitó származású uralkodója az országnak, mivel az őt követő királyok már félig zámbó származásúak voltak. 1718-as halálát követően II. Jeremiás lett a moszkitók királya.

## Fordítás
Ez a szócikk részben vagy egészben  a   Jeremy I című angol Wikipédia-szócikk ezen változatának fordításán alapul.  Az eredeti cikk szerkesztőit annak laptörténete sorolja fel. Ez a jelzés csupán a megfogalmazás eredetét és a szerzői jogokat jelzi, nem szolgál a cikkben szereplő információk forrásmegjelöléseként.